# Pieczyska (powiat sieradzki)
Pieczyska – wieś w Polsce położona w województwie łódzkim, w powiecie sieradzkim, w gminie Złoczew. Miejscowość wchodzi w skład sołectwa Kamasze.
W latach 1975–1998 miejscowość administracyjnie należała do województwa sieradzkiego.